# IMGB
IMGB (Întreprinderea de mașini grele București) face parte din întreprinderile bucureștene cu tradiție.
Înființată în 1963, fabrica de mașini grele reprezenta unul dintre obiectivele de care regimul socialist era mîndru.
În 1998, a fost preluată de concernul norvegiano-britanic Kvaerner,
pentru suma simbolică de 1 dolar.
În 2006, Kvaerner a vândut-o grupului coreean Doosan Heavy Industries and Construction.
În perioada comunistă, IMGB producea turbine de aburi, inclusiv prima turbină de 700 MW pentru Centrala nucleară de la Cernavodă.
Fabrica a produs cilindri pentru laminoarele combinatului siderurgic de la Galați care atingeau o greutate de 150 de tone și a livrat în SUA un arbore de generator pentru centralele electrice de 120 de tone.
Înainte de 1989 pe platforma de la IMGB funcționau mai multe fabrici, respectiv IMGB, FECNE, General Turbo, Upetrolam, Romenergo Mecanica, Pressofusioni, toate având circa 13.000 de angajați exceptând uzina Vulcan.
Capacitatea maximă de producție este de 150.000 de tone, iar în cel mai bun an (2011) IMGB a atins o producție record de la Revoluție, de 96.000 de tone.
În anul preluării, 2006, producția era în jurul a 20.000 de tone.
În perioada comunistă, producția fabricii ajunsese la 130.000 de tone, de două ori mai mult decât în prezent. Există discuții privind  această cifră, reprezentanții societății spunând că rebuturile erau foarte multe înainte de 1989 și acestea se vindeau aproape pe nimic.
Număr de angajați:
- 2013: 578 [5]
- 2008: 700 [6]
- 2006: 620 [1]
- 1998: 2.700 [1]
- 1989: 13.000 [5]

Cifra de afaceri:
- 2012: 90 milioane euro [5]
- 2012: 92 milioane euro [5]
- 2007: 48 milioane de euro[6]
- 2005: 23,7 milioane de euro (în primele opt luni)[3]